# 우고이와야역
우고이와야역(일본어: 羽後岩谷駅 うごいわやえき[*])은 일본 아키타현 유리혼조시에 위치한 동일본 여객철도 우에쓰 본선의 철도역이다. 단선 승강장 2면 2선의 구조를 갖춘 지상역이다.

## 타는 곳
| 1 | ■ 우에쓰 본선 | 하행 | 아키타 방면          |
| 2 | ■ 우에쓰 본선 | 상행 | 사카타 · 니가타 방면 |

## 이용 현황
| 연도     | 1일 평균 | 연도     | 1일 평균 |
| 2000년도 | 352      | 2008년도 | 308      |
| 2001년도 | 354      | 2009년도 | 290      |
| 2002년도 | 336      | 2010년도 | 241      |
| 2003년도 | 346      | 2011년도 | 219      |
| 2004년도 | 333      | 2012년도 | 222      |
| 2005년도 | 320      | 2013년도 | 210      |
| 2006년도 | 294      | 2014년도 | 196      |
| 2007년도 | 311      |          |          |
| -------- | -------- | -------- | -------- |

## 역 주변
- 유리혼조 시 종합 체육관
- 유리혼조 시청 오우치 종합청사
- 국도 제105호선

## 인접 역
| 동일본 여객철도 우에쓰 본선 | 동일본 여객철도 우에쓰 본선 | 동일본 여객철도 우에쓰 본선 |
| --------------------------- | --------------------------- | --------------------------- |
| 우고혼조 우고혼조 방면      | □ 쾌속 '이나호'             | 우고카메다 아키타 방면      |
| 우고혼조 니쓰 방면          | ■ 보통                      | 오리와타리 아키타 방면      |